# Charleval (Eure)
Charleval ist eine französische Gemeinde mit 1.703 Einwohnern (Stand 1. Januar 2022) im Département Eure in der Region Normandie. Sie gehört zum Arrondissement Les Andelys und zum Kanton Romilly-sur-Andelle.

## Geografie
Der Ort liegt am Ufer des Flusses Andelle, 22 Kilometer südöstlich von Rouen. Die Lieure, ein Nebenflusses der Andelle, fließt durch den Ortskern. Die Weiler Le Grand Thuit und Colmont liegen süd- und nordöstlich des Ortskerns und sind von Wald umgeben.

## Geschichte
Charleval hieß früher Noyon-sur-Andelle und änderte seinen Namen zu Ehren des Königs Karl IX. (1550–1574) nach seinem Schloss Charleval. Der Namensteil Noyon entstand aus dem keltischen Ortsnamen Noviomagos, der „neuer Markt“ bedeutet.
1874 wurde ein Friedhof aus der Merowingerzeit (486–751) gefunden. In der Karolingerzeit (751 bis 10. Jahrhundert) gehörte die Ortschaft der Abtei Saint-Wandrille in Saint-Wandrille-Rançon. Die Normannen erbauten eine Burg, die Le Câtelier genannt wurde.
Heinrich I. von England (1068–1135) ließ 1118 eine Burg im damaligen Noyon-sur-Andelle errichten. Die Benediktinerpriorei Saint-Martin wurde 1108 von Guillaume d’Évreux († 1118) gegründet. Mutterkloster war die Abtei Saint-Évroult in Saint-Evroult-Notre-Dame-du-Bois. 1572 wurde die Priorei beim Bau des Schlosses Charleval zerstört. Die Bauarbeiten am Schloss wurden durch den Tod des Königs unterbrochen. 1651 wurde Charleval zum Marquisat erhoben.
Während der Französischen Revolution (1789–1799) wurde die Umbenennung der Ortschaft rückgängig gemacht. 1793 erhielt Charleval als Nojeon sur Andelle den Status einer Gemeinde. 1801 wurde der Ort wieder Charleval genannt und erhielt das Recht auf kommunale Selbstverwaltung. 1809 wurde die ehemalige Gemeinde Transières eingemeindet.
Im Zweiten Weltkrieg (1939–1945) wurde Charleval am 5. Juni 1940 von der deutschen Luftwaffe bombardiert.
| Jahr      | 1793 | 1831 | 1851  | 1881  | 1906  | 1946  | 1982  | 2006  |
| --------- | ---- | ---- | ----- | ----- | ----- | ----- | ----- | ----- |
| Einwohner | 670  | 909  | 1.316 | 1.618 | 2.035 | 1.606 | 1.753 | 1.844 |

Am meisten Einwohner hatte Charleval 1906, dann sank die Einwohnerzahl bis 1946. In der zweiten Hälfte des 20. Jahrhunderts wuchs die Gemeinde wieder.

## Sehenswürdigkeiten

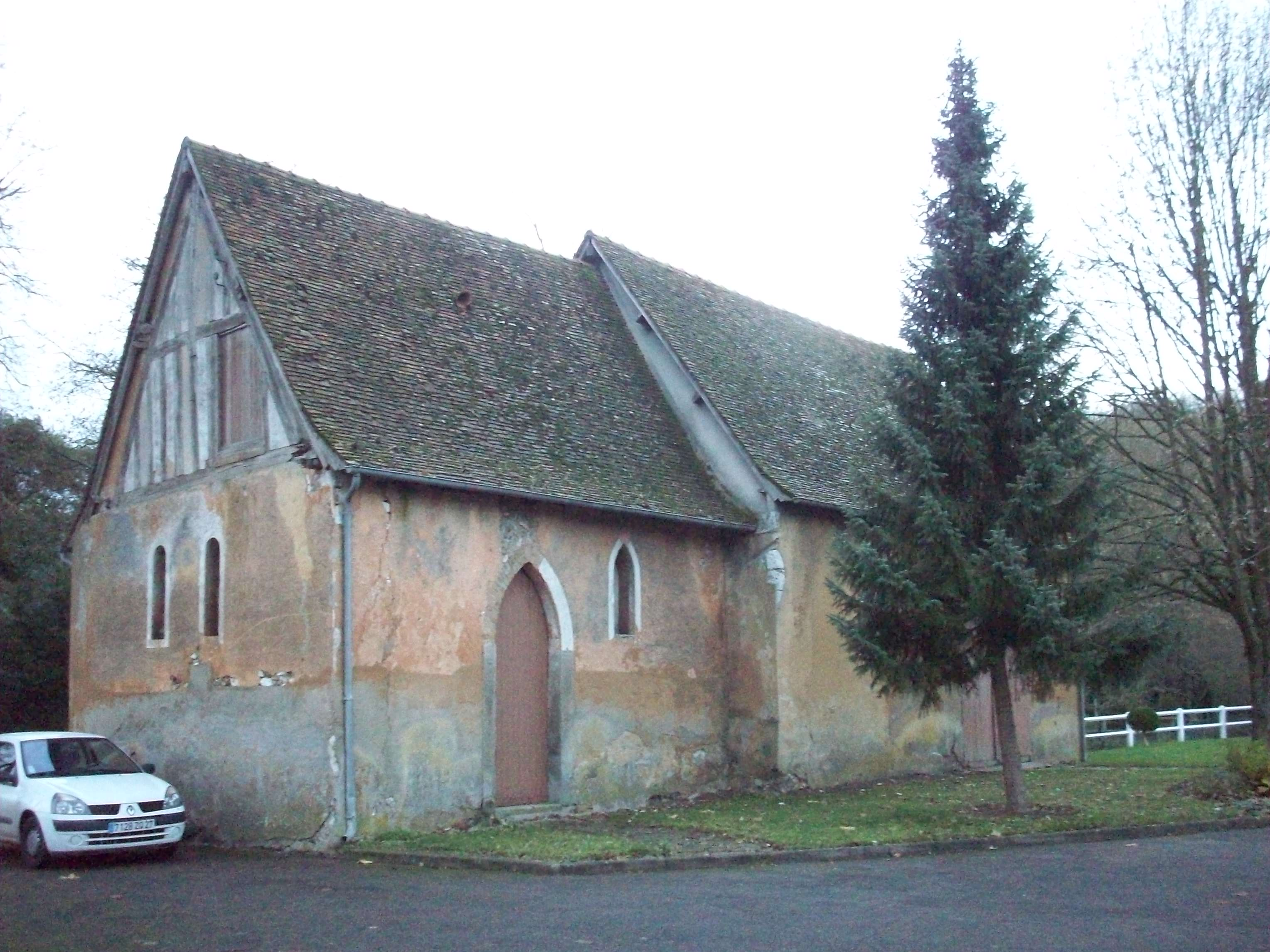
Ehemalige Pfarrkirche Saint-Michel

Im Weiler Colmont steht ein Herrenhaus aus dem 14. Jahrhundert, das ursprünglich für die Abtei Saint-Ouen in Rouen errichtet wurde. Es wurde im 17. und 18. Jahrhundert umgebaut. Die Scheune trägt die Jahreszahl 1776. Das Herrenhaus befindet sich im Privatbesitz.
Ebenfalls für die Abtei Saint-Ouen wurde die ehemalige Pfarrkirche Saint-Michel gebaut. Sie stammt aus dem 12. Jahrhundert und steht in Transières. Heute wird sie als Scheune genutzt und befindet sich im Privatbesitz.
Die heutige Pfarrkirche Saint-Denis stammt ebenfalls aus dem 12. Jahrhundert. Sie wurde für die Priorei Saint-Martin gebaut und unterstand nach deren Auflösung der Abtei Saint-Évroult. Erhalten geblieben sind aus jener Zeit nur die Westfassade, das Kirchenschiff und der südliche Glockenturm. Im 13. Jahrhundert wurde der Chor hinzugefügt. Im 15. Jahrhundert wurden die Mauern des Kirchenschiffs erneuert. 1905 wurde ein nördlicher Glockenturm angebaut.

## Wirtschaft
Auf dem Gemeindegebiet gelten geschützte geographische Angaben (IGP) für Schweinefleisch (Porc de Normandie), Geflügel (Volailles de Normandie) und Cidre (Cidre de Normandie und Cidre normand).

## Persönlichkeiten
- Charles Faucon de Ris (* 1612 in der Normandie; † 1693 in Paris), genannt Charleval, war ein Poet. Er war Seigneur und später Marquis von Charleval.[5]
- Ernest Conseil (* 1879 in Charleval; † 1930 in Tunis), war ein Mediziner.[6]